# قناة الفلوجة
قناة الفلوجة الفضائية هي قناة فضائية عراقية سياسية واجتماعية مستقلة، بدأت البث التجريبي في مارس 2012 والبث العادي في 4 أيار 2012 وتبث عدة برامج من ضمنها البرامج الإنسانية والأخبار وبرامج واقعية على أقمار عربسات ونايل سات. الفلوجة هي قناة عراقية مملوكة للقطاع الخاص وتملك عدد من المراسلين في العديد من مدن بلدان العالم. يملك القناة خميس الخنجر.
تسعى أن تستحوذ على اهتمام الأسرة العراقية أولاً، والأسرة العربية بشكل عام، من خلال أعمال متوازنة وذات مصداقية، تتمتع بالجودة وترتقي بالوعي والذوق العام بما ينسجم مع قواعد العمل المهني، ويتماشى مع القوانين والأعراف الدولية مع الانفتاح على مختلف شرائح المجتمع وانتماءاته وتوجهاته ومناطقه.
دأبت القناة على توظيف أحدث تقنيات المعلومات والاتصال والتكنولوجيا للارتقاء بالاعلام العراقي إلى القمة، مع كوكبة من نجوم الوسط الإعلامي والفنيين المتخصصين، وتعمل القناة على ربط المشاهد العراقي والعربي بما يدور في أرض العراق والمنطقة العربية والعالم، من خلال البرامج الإخبارية والاجتماعية والدرامية والثقافية والفنية والدينية دون إغفال للتراث المحلي والعربي.